# Veľký Ďur
Veľký Ďur este o comună slovacă, aflată în districtul Levice din regiunea Nitra. Localitatea se află la altitudinea de 183 m deasupra n.m., se întinde pe o suprafață de 22,02 km2 și în 2017 număra 1.289 de locuitori.

## Istoric
Localitatea Veľký Ďur este atestată documentar din 1205.

## Demografie
| An:                | 1994 | 2004   | 2014   | 2024   |
| ------------------ | ---- | ------ | ------ | ------ |
| Număr de persoane: | 1323 | 1315   | 1281   | 1308   |
| Diferență:         |      | −0,60% | −2,58% | +2,10% |

| An:                | 2023 | 2024   |
| ------------------ | ---- | ------ |
| Număr de persoane: | 1332 | 1308   |
| Diferență:         |      | −1,80% |